# Xysticus elephantus
Xysticus elephantus är en spindelart som beskrevs av Ono 1978. Xysticus elephantus ingår i släktet Xysticus och familjen krabbspindlar. Inga underarter finns listade i Catalogue of Life.